# Phoracantha laetabilis
Phoracantha laetabilis es una especie de escarabajo del género Phoracantha, familia Cerambycidae. Fue descrita científicamente por Blackburn en 1894.
Esta especie se encuentra en Australia.
Mide 2 centímetros de longitud.